# Twisted Transistor
Twisted Transistor è un singolo del gruppo musicale statunitense Korn, pubblicato il 27 settembre 2005 come primo estratto dal settimo album in studio See You on the Other Side.

## Video musicale
Esiste anche un video per la canzone, in cui si vedono 4 rapper (Snoop Dogg, Xzibit, Lil Jon e David Banner) che sbeffeggiano i membri dei Korn.

## Tracce

### Versione inglese
1. Twisted Transistor (radio edit)
2. Too Late I'm Dead

### Versione australiana
1. Twisted Transistor (radio edit)
2. Appears
3. Twisted Transistor (Kupper's Elektro-tek radio edit)

## Formazione
- Jonathan Davis - voce
- David Silveria - batteria
- Munky - chitarra
- Fieldy - basso

## Classifiche
| Classifica (2005)             | Posizione massima |
| ----------------------------- | ----------------- |
| Australia                     | 24                |
| Austria                       | 37                |
| Finlandia                     | 6                 |
| Germania                      | 63                |
| Irlanda                       | 24                |
| Italia                        | 14                |
| Paesi Bassi                   | 27                |
| Regno Unito                   | 27                |
| Regno Unito (rock & metal)    | 2                 |
| Stati Uniti                   | 64                |
| Stati Uniti (alternative)     | 9                 |
| Stati Uniti (dance club)      | 24                |
| Stati Uniti (mainstream rock) | 3                 |
| Svizzera                      | 60                |